# Marc De Vos (academicus)
Marc De Vos (Gent, 21 februari 1970) is een Belgische beleidsexpert, auteur en opiniemaker, die zijn loopbaan startte als Belgisch professor arbeidsrecht en Europees recht aan de Universiteit Gent en de Vrije Universiteit Brussel. Hij publiceert, doceert, debatteert en geeft geregeld lezingen over Europese integratie, hervormingen van de arbeidsmarkt, pensioenen, vergrijzing, gezondheidszorg, globalisering en de welvaartsstaat. Hij is ook actief binnen de denktank Itinera Institute waarvan hij de stichtende directeur was van 2006 tot 2014 en co-CEO vanaf 2024. De Vos adviseert ook als strategieconsultant aan overheden, instellingen en bedrijven.

## Biografie
In 1993 studeerde De Vos af als licentiaat in de rechten aan de Universiteit Gent, waar hij ook actief was als voorzitter van de Gentse afdeling van het Liberaal Vlaams Studentenverbond (LVSV). In 1994 behaalde hij een bijkomend licentiaatsdiploma in arbeidsrecht aan de Université libre de Bruxelles. In 2000 werkte hij zijn doctoraat in de rechtsgeleerdheid af aan de Gentse universiteit, alsook een Master of Laws aan de Harvard-universiteit.
Zijn onderzoeksinteresses liggen voornamelijk bij Belgisch en Europees arbeidsrecht en -marktrecht. Aan de Universiteit Gent was hij lange tijd directeur van de opleidingen Master of Laws in Europees en vergelijkend recht, alsook directeur internationale relaties. Tot 2016 gaf hij een inleidend vak over het Amerikaans recht en het Amerikaanse wetgevingssysteem binnen de interdisciplinaire en interuniversitaire masteropleiding American Studies. Als gastdocent heeft hij gedoceerd in Noord-Amerika, Azië en in diverse Europese landen.
Bij het begin van de jaren 2000 verscheen De Vos regelmatig op de VRT en in andere Belgische media voor duiding inzake arbeidsmarktbeleid, pensioenhervorming en vergrijzing. Hij werd in de navolgende jaren columnist voor de kranten De Morgen, De Standaard en De Zondag. De Vos is momenteel columnist bij het weekblad Trends, de krant l'Echo en het Nederlandse EW. Hij wordt ook geraadpleegd in nationale en internationale media, onder andere in de Financial Times.  
In 2009 publiceerde hij het boek European Union Internal Market and Labour Law: Friends or Foes? en in 2010 After the Meltdown: The Future of Capitalism and Globalization in the Age of the Twin Crises. Voor het boek Ongelijk maar fair ontving hij de Liberales prijs in 2015. Daarnaast publiceerde De Vos onder andere boeken over het basisinkomen en over arbeidsmarkthervorming.
In 2018 werd hij decaan van de Law School van de Macquarie University in Sydney, Australië. In 2020 publiceerde hij Beter is niet genoeg, een terugblik op twintig jaar politiek en beleid in België en Europa.
In 2022 keerde hij terug naar België. In 2023-24, verscheen zijn boek Grootmacht Europa: De omwenteling van de Europese Unie, dat internationaal aandacht kreeg als Superpower Europe: the European Union's silent revolution. Sinds april 2024 leidt hij opnieuw denktank Itinera, samen met Ank De Wilde.

## Erkenning
- 2015: Liberales boek van het jaar.
- 2019: Prijs voor de Vrijheid van de Vlaamse rechts-liberale denktank Libera!.[12]